# Shigenori Hagimura
Shigenori Hagimura (萩村 滋則?, Hagimura Shigenori; prefettura di Mie, 31 luglio 1976) è un ex calciatore giapponese, di ruolo difensore.

## Caratteristiche tecniche
Era un difensore centrale.

## Carriera

### Club
Dal 1997 al 2003 ha militato nelle file del Kashiwa Reysol, totalizzando 147 presenze e 7 reti in campionato. Nel 2004 ha giocato nel Kyoto Purple Sanga, mentre l'anno successivo ha giocato in prestito all'Albirex Niigata. Dal 2006 al 2008 ha militato nelle file del Tokyo Verdy, totalizzando 56 presenze e 2 reti in campionato.

### Nazionale
Ha partecipato, con la Nazionale Under-20 nipponica, ai Mondiali 1995. Ha debuttato nella competizione il 14 aprile 1995, in Cile-Giappone (2-2), gara in cui è stato sostituito all'inizio del secondo tempo da Kazuhiro Suzuki.

## Statistiche

### Presenze e reti nei club
| Stagione              | Squadra               | Campionato            | Campionato | Campionato | Coppe nazionali | Coppe nazionali | Coppe nazionali | Coppe continentali | Coppe continentali | Coppe continentali | Altre coppe | Altre coppe | Altre coppe | Totale | Totale | Totale |
| Stagione              | Squadra               | Comp                  | Pres       | Reti       | Comp            | Pres            | Reti            | Comp               | Pres               | Reti               | Comp        | Pres        | Reti        | Pres   | Reti   |        |
| --------------------- | --------------------- | --------------------- | ---------- | ---------- | --------------- | --------------- | --------------- | ------------------ | ------------------ | ------------------ | ----------- | ----------- | ----------- | ------ | ------ | ------ |
| 1997                  | Kashiwa Reysol        | JL                    | 32         | 1          | JLC+CI          | 3+0             | 0+0             | -                  | -                  | -                  | -           | -           | -           | 35     | 1      |        |
| 1998                  | Kashiwa Reysol        | JL                    | 26         | 1          | JLC+CI          | 0+2             | 0+0             | -                  | -                  | -                  | -           | -           | -           | 28     | 1      |        |
| 1999                  | Kashiwa Reysol        | JLD1                  | 17         | 0          | JLC+CI          | 9+2             | 0+0             | -                  | -                  | -                  | -           | -           | -           | 28     | 0      |        |
| 2000                  | Kashiwa Reysol        | JLD1                  | 30         | 2          | JLC+CI          | 2+2             | 0+0             | -                  | -                  | -                  | -           | -           | -           | 34     | 2      |        |
| 2001                  | Kashiwa Reysol        | JLD1                  | 19         | 1          | JLC+CI          | 3+0             | 0+0             | -                  | -                  | -                  | -           | -           | -           | 22     | 1      |        |
| 2002                  | Kashiwa Reysol        | JLD1                  | 12         | 0          | JLC+CI          | 6+0             | 0+0             | -                  | -                  | -                  | -           | -           | -           | 18     | 0      |        |
| 2003                  | Kashiwa Reysol        | JLD1                  | 11         | 2          | JLC+CI          | 0+1             | 0+0             | -                  | -                  | -                  | -           | -           | -           | 12     | 2      |        |
| Totale Kashiwa Reysol | Totale Kashiwa Reysol | Totale Kashiwa Reysol | 147        | 7          |                 | 30              | 0               |                    | -                  | -                  |             | -           | -           | 177    | 7      |        |
| 2004                  | Kyoto Purple Sanga    | JLD2                  | 19         | 0          | CI              | 1               | 0               | -                  | -                  | -                  | -           | -           | -           | 20     | 0      |        |
| 2005                  | Albirex Niigata       | JLD1                  | 28         | 0          | JLC+CI          | 6+2             | 0+0             | -                  | -                  | -                  | -           | -           | -           | 36     | 0      |        |
| 2006                  | Tokyo Verdy           | JLD2                  | 29         | 1          | CI              | 1               | 0               | AFFCCL             | 4                  | 0                  | -           | -           | -           | 34     | 1      |        |
| 2007                  | Tokyo Verdy           | JLD2                  | 22         | 1          | CI              | 0               | 0               | -                  | -                  | -                  | -           | -           | -           | 22     | 1      |        |
| 2008                  | Tokyo Verdy           | JLD1                  | 5          | 0          | JLC+CI          | 1+0             | 0+0             | -                  | -                  | -                  | -           | -           | -           | 6      | 0      |        |
| Totale Tokyo Verdy    | Totale Tokyo Verdy    | Totale Tokyo Verdy    | 56         | 2          |                 | 2               | 0               |                    | -                  | -                  |             | -           | -           | 58     | 2      |        |
| Totale carriera       | Totale carriera       | Totale carriera       | 250        | 9          |                 | 41              | 0               |                    | 4                  | 0                  |             | -           | -           | 295    | 9      |        |

## Palmarès

### Club

#### Competizioni nazionali
- Coppa Yamazaki Nabisco: 1

Kashiwa Reysol: 1999